# Théâtre russe
Le théâtre russe connaît une période particulièrement faste au début du XXe siècle. Le théâtre classique russe comporte des œuvres célèbres comme Boris Godounov d'Alexandre Pouchkine (1799-1837) ou encore Le Revizor de Nicolas Gogol (1809-1852), cependant les styles dramatiques typiquement russes arrivent seulement un peu avant la révolution.
À la fin du XIXe siècle, Constantin Stanislavski (1863-1938) monte les premières pièces d'Anton Tchekhov (1860-1904) dans un souci de vérité intérieure et de naturalisme émotionnel, ce type de direction d'acteurs est accepté et adopté par la révolution, et la dépassera même puisque le système Stanislavski est à l'origine de l'Actors Studio.
Puis Vsevolod Meyerhold (1874-1940) devient le chef de file d'une avant-garde basée sur le festif et la musicalité (lui-même étant musicien de formation), introduisant dans ses spectacles des notions de cirque, de commedia dell'arte, le tout pour servir la révolution dans une esthétique constructiviste. Il s'oppose sévèrement à l'optique de son maître, Constantin Stanislavski, recherchant l'image, le rythme d'ensemble, la couleur de l'œuvre.  
Enfin Vladimir Maïakovski (1893-1930) prône le futurisme à la russe, fustigeant l'académisme bourgeois et magnifiant la technologie, la machine et les situations absurdes et violentes (Nicolaï Erdman, Le Suicidé).
Dans le même temps émerge un autre type de théâtre : l'agit-prop. Il s'agit de jouer des scènes de la vie quotidienne pour trouver une solution communiste à un problème d’actualité. L'agit-prop, réunion des termes « agitation » et « propagande », prend aussi les formes de « journaux-vivants » et de spectacles-débats.
À partir de 1926, les avant-gardes sont taxées de formalisme petit-bourgeois après avoir été encensées. La censure devient de plus en plus sévère. Certains auteurs tentent de résister au dogme du réalisme soviétique, choisissant la dérision comme une arme, mais le paient de leur vie : Maïakovski se suicide tandis que Meyerhold est arrêté et exécuté.